# Thaumaglossa mroczkowskii
Thaumaglossa mroczkowskii là một loài bọ cánh cứng trong họ Dermestidae. Loài này được Háva & Kadej miêu tả khoa học năm 2005.